# 恰尔萨达县

所在位置

恰尔萨达县(乌尔都语: ضلع چارسدہ)，是巴基斯坦开伯尔－普赫图赫瓦省西部的一个县。996 km2(384.6 sq mi)，总人口1,022,364(1998)。 县治位于恰尔萨达。

## 行政区划
恰尔萨达县辖有3个乡。